# Troféu HQ Mix de melhor projeto editorial
Projeto editorial é uma das categorias do Troféu HQ Mix, premiação brasileira dedicada aos quadrinhos que é realizada pela Associação dos Cartunistas do Brasil (ACB) e pelo Instituto do Memorial das Artes Gráficas do Brasil (IMAG) desde 1989.

## História
A categoria "Projeto editorial" foi criada em 1997 com a finalidade de premiar livros, revistas ou coleções de quadrinhos que tenham uma proposta editorial diferenciada ou especial. Os vencedores são escolhidas por votação entre profissionais da área (roteiristas, desenhistas, jornalistas, editores, pesquisadores etc.) a partir de uma lista de sete indicados elaborada pela comissão organizadora do evento.

## Vencedores e indicados
| Ano  | Obra                                                           | Autor(es)                                                                   | Editora                                         | Outros indicados | Notas         |
| ---- | -------------------------------------------------------------- | --------------------------------------------------------------------------- | ----------------------------------------------- | --- | ------------- |
| 1997 | Gibizão da Turma da Mônica                                     | vários autores                                                              | Globo                                           | | [ 2 ]         |
| 1998 | Coleção miniTonto                                              | vários autores                                                              | Tonto                                           | | [ 2 ]         |
| 1999 | Olho Mágico                                                    | vários autores                                                              | Tonto                                           | | [ 2 ]         |
| 2000 | Comic book - o novo quadrinho americano                        | vários autores                                                              | Conrad                                          | | [ 3 ]         |
| 2001 | Humor Brasil - 500 anos                                        | vários autores                                                              | Virgo                                           | | [ 4 ]         |
| 2002 | Front                                                          | vários autores                                                              | Via Lettera                                     | | [ 5 ]         |
| 2003 | Front                                                          | vários autores                                                              | Via Lettera                                     | | [ 6 ]         |
| 2004 | Sandman - noites sem fim                                       | Neil Gaiman e vários desenhistas                                            | Conrad                                          | | [ 7 ]         |
| 2005 | O Melhor da Disney - as obras completas de Carl Barks          | Carl Barks                                                                  | Abril Jovem                                     | | [ 8 ]         |
| 2006 | Coleção "Cidades ilustradas"                                   | vários autores                                                              | Casa 21                                         | - Clériston e a banda dialógica (independente) - Grandes clássicos (Panini) - Minha Vida, de Robert Crumb (Conrad) - O Melhor da Disney - As Obras Completas de Carl Barks (Abril) - Republicação de Tintim (Companhia das Letras) - Série Ken Parker (Tapejara) | [ 9 ] [ 10 ]  |
| 2007 | Cidades ilustradas - cidades do ouro                           | Lelis                                                                       | Casa 21                                         | - Clássicos em HQs (Peirópolis) - Ken Parker (Tapejara) - Linha Pocket L&PM (L&PM) - Lusíadas 2500 (Companhia Editora Nacional) - Republicação Clássicos Marvel e DC (Panini) - Sandman (Conrad) | [ 11 ] [ 12 ] |
| 2008 | Laertevisão - coisas que não esqueci                           | Laerte                                                                      | Conrad                                          | - A Ciência Ri (UNESP) - Batman Crônicas vol. 1 (Panini) - Coleção 100% Quadrinhos (Graffiti) - Irmãos Grimm em Quadrinhos (Desiderata) - Krazy Kat - Páginas Dominicais 1925-1926 (Opera Graphica) - São Paulo (Casa 21) | [ 13 ] [ 14 ] |
| 2009 | Turma da Mônica Jovem                                          | vários autores                                                              | Panini                                          | - Calendário Pindura 2009 (Pégasus Alado) - O Catador de Batatas e o Filho da Costureira (JBC) - Dr. Bubbles & Tilt (Zarabatana) - História do Brasil, História Mundial e Filosofia em Quadrinhos (Escala Educacional) - Powertrio (Mondo Urbano) - As Tiras Clássicas da Turma da Mônica (Panini) | [ 15 ] [ 16 ] |
| 2010 | MSP 50 - Mauricio de Sousa por 50 artistas                     | vários autores                                                              | Panini                                          | - Calendário Pindura 2010 (Independente) - Os Bastidores de Watchmen (Aleph) - Peanuts Completo (L&PM) - Nova York - A vida na grande cidade (Quadrinhos na Cia.) - RAGU (Independente) - Subversos (Independente) | [ 17 ] [ 18 ] |
| 2011 | Calendário Pindura 2011                                        | vários autores                                                              | Pégasus Alado                                   | - Frankenstein e Vinte Mil Léguas Submarinas (Publifolha - Sam Ita) - Joaquim Nabuco - A Voz da Abolição (Massangana - Laílson) - NÓS - Dream Sequence Revisited (Balão Editorial - Mario Cau) - Quadrinhos Sacanas - O Catecismo Brasileiro no Traço dos Herdeiros de Carlos Zéfiro (Peixe Grande - Toninho Mendes [org.]) - Sketchbook - As Páginas Desconhecidas do Processo Criativo (POP - Cezar de Almeida e Roger Bassetto [coord. gráfica]) - Zélio - 50 Anos de uma Aventura Visual (Barbosa Lima Editores - Enock Sacramento) | [ 19 ] [ 20 ] |
| 2012 | MSP Novos 50 - Mauricio de Sousa por 50 Novos Artistas         | vários autores                                                              | Panini                                          | - 1.000 (Barba Negra); - Achados e Perdidos (Independente); - Coleção Fierro (Zarabatana); - Coleção Ópera em Quadrinhos (Ática/Scipione); - Cripta (Mythos); - Graffiti 76% Quadrinhos #21 (Independente); | [ 21 ] [ 22 ] |
| 2013 | Graphic MSP                                                    | vários autores                                                              | Panini                                          | - Coleção Moebius (Nemo) - Os Novos 52 (Panini) - Ouro da Casa (Panini) - Roger Cruz Artbook #1 (independente) - São Luís de Fábio Moon e Gabriel Bá (Casa 21) - V.I.S.H.N.U. (Quadrinhos na Cia.) | [ 23 ] [ 24 ] |
| 2014 | Coleção Moebius                                                |                                                                             | Nemo                                            | - Coleção Oficial de Graphic Novels Marvel (Salvat) - Coleção Zug (Balão Editorial) - Combo Rangers (JBC) - Graphic MSP (Panini) - Ícones dos Quadrinhos (Independente) - Mônica(s) (Panini) | [ 25 ] [ 26 ] |
| 2015 | Humor Paulistano - A Experiência da Circo Editorial, 1984-1995 | Toninho Mendes (org.)                                                       | SESI-SP                                         | - Cânone Gráfico (Boitempo/Barricada) - Coleção Histórica Marvel (Panini) - Grande Sertão Veredas (Globo) - Graphic MSP (Panini) - Série Recordatório (Marsupial) - Selo Vertigo (Panini) | [ 27 ] [ 28 ] |
| 2016 | O Fabuloso Quadrinho Brasileiro de 2015                        | Rafael Coutinho, Clarice Reichstul (orgs.) e Érico Assis (editor convidado) | Veneta                                          | - Coleção Histórica Mauricio – Bidu e Zaz Traz – PANINI - Lavagem – MINO - Magra de Ruim – INDEPENDENTE - MDM – Mais ou Menos 50 – INDEPENDENTE - O Beijo Adolescente 3 – Narval Comix - O Rei Amarelo em quadrinhos – DRACO - Quadros – MINO - Risca! – INDEPENDENTE - Spam – ZARABATANA | [ 29 ] [ 30 ] |
| 2017 | A Liga Extraordinária - Dossiê Negro - Edição de Luxo Limitada | Alan Moore e Kevin O'Neill                                                  | Devir                                           | - ALÉM DOS TRILHOS (Pingado- Préss) - BULLDOGMA (Veneta) - CATÁLOGO FIQ 2015 (FIQ) - COISAS DE ADORNAR PAREDES (Quadrinhofilia) - FIQ JOVEM – TURMA DE 2016 (FIQ) - FRONT – 15 ANOS, UMA HISTÓRIA (Via Lettera/Instituto HQ) - MEMÓRIAS DO MAURICIO (PANINI) - MODELO VIVO (Boitempo) - THE GHOST IN THE SHELL (JBC) | [ 31 ] [ 32 ] |
| 2018 | Os Mundos de Jack Kirby - um tributo ao rei dos quadrinhos     | vários autores                                                              | Guia dos Quadrinhos                             | Eleito pela comissão e pelo júri especial | [ 33 ]        |
| 2019 | A Arte de Charlie Chan Hock Chye                               | Sonny Liew                                                                  | Pipoca & Nanquim                                | Eleito pela comissão e pelo júri especial | [ 34 ]        |
| 2020 | Coleção Batman Noir Panini Comics                              | Coleção Batman Noir Panini Comics                                           | Coleção Batman Noir Panini Comics               | Eleito pela comissão organizadora | [ 35 ] [ 36 ] |
| 2021 | Narrativas Periféricas PerifaCon e Editora Mino                | Narrativas Periféricas PerifaCon e Editora Mino                             | Narrativas Periféricas PerifaCon e Editora Mino | Eleito pela comissão organizadora | [ 37 ] [ 38 ] |
| 2021 | Revista Expressa Revistas de Cultura                           |                                                                             |                                                 | Eleito pela comissão organizadora | [ 37 ] [ 38 ] |
| 2022 | Ragu nº 8 Vários autores / Cepe                                | Ragu nº 8 Vários autores / Cepe                                             | Ragu nº 8 Vários autores / Cepe                 | Eleito pela comissão organizadora | [ 39 ] [ 40 ] |
| 2023 | Metamaus Art Spiegelman / Companhia das Letras                 | Metamaus Art Spiegelman / Companhia das Letras                              | Metamaus Art Spiegelman / Companhia das Letras  | Eleito pela comissão organizadora | [ 41 ] [ 42 ] |
| 2023 | Fronteira Híbrida Luiz Gê / MMarte                             |                                                                             |                                                 | Eleito pela comissão organizadora | [ 41 ] [ 42 ] |